# Oberhausener Landesgartenschau 1999
Die Oberhausener Landesgartenschau war 1999 die zwölfte Landesgartenschau des Landes Nordrhein-Westfalen. Das bis heute als OLGA-Park bekannte Gelände liegt größtenteils im Oberhausener Stadtteil Osterfeld. Intendant war Bernhard Paul, der Mitbegründer des Circus Roncalli.

## Konzept
Die Landesgartenschau umfasste hauptsächlich das Gelände der ehemaligen Zeche und Kokerei Osterfeld. Darüber hinaus gehörten die Uferstreifen von Rhein-Herne-Kanal und Emscher zwischen dem Park und dem Einkaufszentrum CentrO, sowie die Umgebung des Oberhausener Gasometers zur Gartenschau, die heute zur Neuen Mitte Oberhausen zählt.

## Sehenswürdigkeiten
Im südwestlichen Teil des OLGA-Parks steht mittig auf einer rechteckigen 200 m langen und 15 m breiten Fläche der von Thomas Spiegelhalter entworfene 16 Meter hohe Aussichtsturm Schwarzes Tor. Die rampenähnliche Anlage steigt von Westen nach Osten leicht an und ist von einem künstlichen Wassergraben umgeben. Ca. 300 m nordöstlich des Turms steht der Förderturm der Zeche Osterfeld.

## Verkehrsanbindung
Der OLGA-Park ist auf westlicher Seite über die gleichnamige Haltestelle an der Nahverkehrstrasse angeschlossen, die 1996 im Zuge des Neubaus des CentrO teilweise auf einer stillgelegten Eisenbahntrasse gebaut wurde. Hier verkehren eine Straßenbahnlinie sowie mehrere Schnellbus- bzw. Stadtbuslinien.

### Haltepunkt Oberhausen Landesgartenschau
Im Osten des Geländes wurde für die Landesgartenschau ein Haltepunkt an der Bahnstrecke Duisburg–Quakenbrück geschaffen, die auf diesem Abschnitt heute nur noch als eingleisige Anschlussstrecke für den Güterverkehr bis Bottrop in Betrieb ist. Der Haltepunkt bestand aus einem Seitenbahnsteig und lag in der Nähe des „Gartendoms“, der ehemaligen Kohlenmischhalle im OLGA-Park.
Von hier aus bestand eine Pendelzugverbindung zum Oberhausener Hauptbahnhof. Diese Züge wurden mit Dampfbespannung und historischem Wagenmaterial zusammengestellt.
Die Züge mussten im Rangierbahnhof Oberhausen-West Kopf machen und hatten einen Unterwegshalt am Gasometer Oberhausen. Die Haltestelle wurde nach dem Ende der Landesgartenschau wieder geschlossen, der Bahnsteig ist aber bis heute noch vorhanden.

## Sonstiges
Ungefähr zeitgleich fand die Sächsische Landesgartenschau Zittau/Olbersdorf statt.